# Erik Carlsson (Gewichtheber)
Erik Bertil Carlsson (* 21. Juli 1893 in Stockholm; † 18. Mai 1981 ebenda) war ein schwedischer Gewichtheber.

## Karriere
Carlsson begann seine sportliche Laufbahn auf nationaler Ebene. 1918 wurde er schwedischer Meister im Schwergewicht. In den Jahren 1920, 1921, 1923 und 1926 folgten Titel im Halbschwergewicht. 1920 nahm er an den Olympischen Spielen in Antwerpen teil. Hier erreichte er im Halbschwergewicht den vierten Rang.
Nach seiner aktiven Karriere betätigte er sich als Kampfrichter und ab 1931 im Vorstand des schwedischen Gewichtheberverbands. Er übte den Beruf des Klempners aus.